# سيلفيا (الرسوم الهزلية)
سيلفيا عبارة عن سلسلة من الرسوم الهزلية ابتكرها رسام الكاريكاتير الأمريكي نيكول هولاندر؛ حيث تعرض تلك السلسلة تعليقات على الموضوعات السياسية والاجتماعية والثقافية، فضلًا عن القطط، وتظهر تلك الموضوعات بصورة أساسية من خلال الصوت الذي تؤديه الشخصية المسماة، سيلفيا. وإلى جانب نشر تلك السلسلة في الصحف بواسطة شركة تريبيون للخدمات الإعلامية، ظهرت سيلفيا كذلك على صفحات الإنترنت في مدونة هولاندر، محادثات الفتيات السيئات. وفي تاريخ 26 مارس 2012، أعلن هولاندر «اعتزال سيلفيا عن نشرها في الصحف.»

## معلومات تاريخية
بدأت سلسلة سيلفيا باعتبارها امتدادًا للرسوم الكاريكاتورية التي كان يقوم بها هولاندر ويتم نشرها في إحدى المجلات النسوية المسماة، المتحدثة، حيث تم جمعها في كتابها عن الرسوم الكاريكاتورية الصادر عام 1979 تحت عنوان، أنا أتدرب لأصبح طويلة القامة وشقراء. وقد كان نجاح الكتاب منقطع النظير سببًا في قيام شركة المشاريع الميدانية بنشر سلسلة سيلفيا على صفحات الجرائد كـ رسوم هزلية تنشر بشكل يومي بدءًا من عام 1981. وفي نفس الوقت، قام هولاندر بنشر 19 مجموعة من قصص سيلفيا، ومن بينها الأمر برمته (1982)، حكايات من كوكب سيلفيا (1990)، وهذه المجموعة مزودة بمقدمة كتبتها باربرا اهرنريتش، ويوميات سيلفيا: 30 عامًا من سوء السلوك الجرافيكي بدءًا من ريجان وصولًا إلى أوباما (2010)، مع مقدمة من جولس فيفر.

## وصلات خارجية
- Bad Girl Chats
- Tribune Media Services: Sylvia